# 斯科特·古德曼
斯科特·古德曼（英語：Scott Goodman，1973年8月20日—），澳大利亚男子游泳运动员。他曾代表澳大利亚参加1996年夏季奥林匹克运动会游泳比赛，获得男子200米蝶泳铜牌。